# Beraea malatebrera
Beraea malatebrera är en nattsländeart som beskrevs av Schmid 1952. Beraea malatebrera ingår i släktet Beraea och familjen sandrörsnattsländor. Inga underarter finns listade i Catalogue of Life.